# Lasioserica bipilosa
Lasioserica bipilosa är en skalbaggsart som beskrevs av Ahrens 1999. Lasioserica bipilosa ingår i släktet Lasioserica och familjen Melolonthidae. Inga underarter finns listade i Catalogue of Life.